# Малокатериновский поселковый совет
Малокатериновский поселковый совет (укр. Малокатеринівська селищна рада) — входит в состав
Запорожского района
Запорожской области
Украины.
Административный центр поселкового совета находится в 
пгт Малокатериновка.

## История
- 1938 — дата образования.

## Населённые пункты совета
- пгт Малокатериновка